# Courtonne-les-Deux-Églises
Courtonne-les-Deux-Églises är en kommun i departementet Calvados i regionen Normandie i norra Frankrike. Kommunen ligger i kantonen Orbec som ligger i arrondissementet Lisieux. År 2022 hade Courtonne-les-Deux-Églises 629 invånare.

## Befolkningsutveckling
Antalet invånare i kommunen Courtonne-les-Deux-Églises
Referens: INSEE